# Comunicación directa
La comunicación directa es el modo de comunicación humana, que se da mediante una lengua natural (ya sea este oral o signada) y que está caracterizada por la inmediatez temporal. En la comunicación directa la producción del mensaje por parte del emisor y la compresión del mismo por parte del receptor es simultánea y se produce mediante la relación interpersonal. Esas condiciones le dan a los mensajes una estructura discursiva especial que se contrapone a otras formas de comunicación humanas como la comunicación escrita o la comunicación no verbal.

## Algunas características de la comunicación directa
La comunicación directa, particularmente la oral, admite muletillas, la redundancia, reiteraciones, saltos de un tema a otro, onomatopeyas, frases hechas, oraciones inconclusas, omisiones, desorden en los elementos de la oración, etc. En forma complementaria, se apoya en los códigos no verbales como lo son los gestos, posición del cuerpo, etc.